# 金·威洛比
金·威洛比（英語：Kim Willoughby，1980年11月7日—），美国女子排球运动员，司职主攻。她曾代表美国国家队参加2008年夏季奥林匹克运动会女子排球比赛，获得一枚银牌。